# Zusatzweiterbildung Kinder- und Jugend-Pneumologie
Die Zusatzweiterbildung Kinder- und Jugend-Pneumologie ist eine in der Musterweiterbildungsordnung der deutschen Bundesärztekammer von 2018 aufgeführte Zusatz-Weiterbildung für Fachärzte für Kinder- und Jugendmedizin.

## Definition
Die Zusatz-Weiterbildung Kinder- und Jugend-Pneumologie umfasst in Ergänzung zur Facharztkompetenz die Prävention, Erkennung, konservative Behandlung und Rehabilitation von angeborenen und erworbenen Erkrankungen der oberen und unteren Atemwege, der Lunge, des Mediastinum und der Pleura sowie der hiermit verbundenen
allergischen Erkrankungen des Säuglings, Kleinkindes, Kindes, Jugendlichen und Heranwachsenden in seinem sozialen Umfeld von der pränatalen Periode einschließlich der Transition in eine Weiterbetreuung.

## Mindestanforderung
Um die Bezeichnung Kinder- und Jugend-Pneumologe/Kinder- und Jugend-Pneumologin führen zu dürfen, müssen Kinder- und Jugendärzte über die Facharztausbildung hinaus noch eine 24-monatige Weiterbildung an einer anerkannten Einrichtung durchlaufen und eine Prüfung ablegen.
Bei der Anmeldung zur Weiterbildungsprüfung müssen der zuständigen Ärztekammer  sämtliche Nachweise über die erfüllten Mindestanforderungen vorgelegt werden. Dazu gehören auch die Logbuch-Dokumentationen über alle durch die MWBO vorgegebenen Inhalte der Weiterbildung.

## Inhalte der Weiterbildung
Bei der Weiterbildungsprüfung muss man darlegen können, dass man Kenntnisse, Erfahrungen und Fertigkeiten unter anderem in folgenden Bereichen erlangt hat:
- Pneumologische Notfälle
- Asthma
- Allergische Erkrankungen
- Infektionen der Atemwege
- Angeborene Lungenfehlbildungen
- Bronchopulmonale Dysplasie
- Zystische Fibrose (Mukoviszidose)
- Tuberkulose
- Atemstörungen.

Die Inhalte der Musterweiterbildungsordnung sind allerdings nur eine Empfehlung für die rechtsverbindlichen Weiterbildungsordnungen der Landesärztekammern, die hiervon abweichende Regelungen treffen können.